# Eric Gorfain
Eric Gorfain je americký houslista, hudební skladatel a aranžér.
Studoval na Kalifornské univerzitě v Los Angeles a jeden semestr strávil na hudební škole v Kurašiki v Japonsku. Počátkem devadesátých let vystupoval a nahrával s japonskými hudebníky, poté se vrátil zpět do USA. V roce 1996 absolvoval turné s hudebníky Robertem Plantem a Jimmym Pagem. V roce 1998 založil The Section Quartet, s nímž hrál například coververze písní od Led Zeppelin, Iron Maiden a Radiohead. S kvartetem či samostatně dále hrál na stovkách alb dalších interpretů, mezi něž patří například Christina Aguilera, John Cale a kapela Spock's Beard. V roce 2023 vyšlo album Drastic Symphonies, obsahující písně kapely Def Leppard v Gorfainových aranžích nahrané za doprovodu Royal Philharmonic Orchestra. Složil hudbu k seriálu The Marvelous Mrs. Maisel. Rovněž působí v experimentálním hudebním projektu tone-cluster.

## Diskografie (výběr)
| Rok  | Název                                                  | Interpret               |
| ---- | ------------------------------------------------------ | ----------------------- |
| 1997 | Underground                                            | Graham Bonnet           |
| 1999 | Tevin Campbell                                         | Tevin Campbell          |
| 2000 | Teddy Thompson                                         | Teddy Thompson          |
| 2002 | Stripped                                               | Christina Aguilera      |
| 2002 | I'm Goin' Sane                                         | Eric Martin             |
| 2003 | High Dive                                              | Maria McKee             |
| 2004 | Back to Bedlam                                         | James Blunt             |
| 2004 | A Boot and a Shoe                                      | Sam Phillips            |
| 2004 | Por Vida: A Tribute to the Songs of Alejandro Escovedo | různí                   |
| 2005 | Late Registration                                      | Kanye West              |
| 2005 | Octane                                                 | Spock's Beard           |
| 2006 | Back to Basics                                         | Christina Aguilera      |
| 2006 | Friendly Fire                                          | Sean Lennon             |
| 2006 | Spock's Beard                                          | Spock's Beard           |
| 2007 | Easy Tiger                                             | Ryan Adams              |
| 2007 | It Won't Be Soon Before Long                           | Maroon 5                |
| 2007 | Graduation                                             | Kanye West              |
| 2007 | Smokey Rolls Down Thunder Canyon                       | Devendra Banhart        |
| 2007 | @#%&*! Smilers                                         | Aimee Mann              |
| 2009 | Here We Go Again                                       | Demi Lovato             |
| 2010 | Bionic                                                 | Christina Aguilera      |
| 2010 | Write About Love                                       | Belle and Sebastian     |
| 2010 | X                                                      | Spock's Beard           |
| 2011 | Ashes & Fire                                           | Ryan Adams              |
| 2012 | After Hours                                            | Glenn Frey              |
| 2012 | Beacon                                                 | Two Door Cinema Club    |
| 2012 | Take the Crown                                         | Robbie Williams         |
| 2012 | Music from Another Dimension                           | Aerosmith               |
| 2012 | Red                                                    | Taylor Swift            |
| 2014 | You Should Be So Lucky                                 | Benmont Tench           |
| 2014 | Melody Road                                            | Neil Diamond            |
| 2015 | 1989                                                   | Ryan Adams              |
| 2016 | Everything You've Come to Expect                       | The Last Shadow Puppets |
| 2016 | Lemonade                                               | Beyoncé                 |
| 2016 | Blonde                                                 | Frank Ocean             |
| 2016 | Post Pop Depression                                    | Iggy Pop                |
| 2017 | Salutations                                            | Conor Oberst            |
| 2017 | Mental Illness                                         | Aimee Mann              |
| 2017 | Villains                                               | Queens of the Stone Age |
| 2017 | Flicker                                                | Niall Horan             |
| 2018 | Christmas Party                                        | The Monkees             |
| 2018 | She Remembers Everything                               | Rosanne Cash            |
| 2018 | Noise Floor                                            | Spock's Beard           |
| 2019 | Titanic Rising                                         | Weyes Blood             |
| 2022 | Diamond Star Halos                                     | Def Leppard             |
| 2022 | Ride                                                   | Walter Trout            |
| 2022 | How Do You Burn?                                       | The Afghan Whigs        |
| 2023 | Mercy                                                  | John Cale               |
| 2023 | Drastic Symphonies                                     | Def Leppard             |